# 제위보
제위보(濟危寶)는 빈민과 병자들을 구제하기 위하여 고려 시대에 설립된 국가 기관이다. 제위포라고도 부른다. 보는 원래 일정한 기금을 모아 그것을 늘려 감으로써 사업을 운영하는 일종의 공공단체였다. 제위보는 963년(광종 14년)에 설치되어 잉여 곡식이나 돈을 비축했다가 대출해주어, 그 변리를 가난한 사람이나 의지할 데 없는 나그네를 구호하고 질병을 치료해 주는 데에 사용하였다. 문종대에 직제를 정비하여 부사(副使) 1명(7품 이상), 녹사(錄事) 1명을 두었고, 뒤에 사(使) 1명을 추가하였다. 중기 이후로 그 기능이 약화되고 1391년(공양왕 3년)에 폐지되었다.

## 같이 보기
- 혜민국
- 동서대비원